# Monte Castro
Monte Castro es uno de los barrios en los que se encuentra dividida la Ciudad Autónoma de Buenos Aires. Situado en la Comuna 10. Está delimitado por las calles Baigorria, Joaquín V. González, Juan Agustín García, Lope de Vega, Av. Álvarez Jonte e Irigoyen. Limita con los barrios de Villa Devoto al norte, Villa del Parque y Villa Santa Rita al este, Floresta, Vélez Sársfield y Villa Luro al sur, y Versalles y Villa Real al oeste. 
En este barrio se extiende por la Avenida Álvarez Jonte el Centro Comercial a Cielo Abierto Monte Castro. 
Debe su nombre a Don Pedro Fernández de Castro, que se constituyó propietario de las tierras en 1703. Luego se lo comenzó a conocer como Chacra de Castro o Montes de Castro.
La Pizzería El Fortín en la esquina de Avenida Álvarez Jonte y Avenida Lope de Vega justo en el límite con el barrio de Villa Luro.

## Historia
A mediados de 1703 Don Pedro Fernández de Castro se constituyó en el nuevo propietario de estas tierras, por aquel entonces sus límites eran comprendidos por los que hoy son las calles Bermúdez, José Pedro Varela, César Díaz y llegaba hasta la actual estación de Liniers tomando, también, parte del actual barrio de Ciudadela en la provincia de Buenos Aires. Fernández de Castro falleció muy poco después, el 18 de julio del mismo año, heredándolo su hija Ana. El lugar comenzó a ser identificado como Chacra de Castro o Montes de Castro, debido este último nombre a la fisonomía arbolada de la chacra. Allí se alojará en 1806 el Virrey Sobremonte, en camino hacia Córdoba al producirse las invasiones inglesas. En 1810 Francisco Ortiz de Ocampo y Antonio González Balcarce impartieron instrucción al primer ejército patrio que en junio sale en campaña hacia el interior del país. La chacra por entonces era propiedad de don Juan Pedro Córdova, pero el lugar quedó identificado ya para siempre con el nombre de sus antiguos dueños.

## Escuelas
Al oeste del barrio encuentran dos escuelas técnicas enfrentadas entre sí. Las mismas son:
- Escuela Técnica N°35 "Ing. Eduardo Latzina" (Lope de Vega 2150) especializada en automotores y computación.
- Escuela Técnica N°27 "Hipólito Yrigoyen" (Virgilio 1980) especializada en química. El Papa Francisco estudió aquí y se graduó como Técnico Químico.[4]
- Escuela de Comercio N°33 "Maipu" (Av. Álvarez Jonte 5075).
- Escuela N.º 1 D.E. 18 "República Argentina".
- Escuela N.º 2 D.E. 18 "Alejandro Aguado".
- Escuela N.º 3 D.E. 18 "Monte Castro".
- Escuela N°17 D.E. 18 "Tte. Gral. Luis María Campos".
- Escuela N.º 18 D.E. 18 "Gendarmería Nacional".
- Instituto San Rafael (Benito Juárez 2159). (Fundado en 1941)
- Instituto San Pedro Apóstol.
- Escuela N.º 9 D.E. 18 "Provincia de Misiones"
- Escuela BAMI Marc Chagall (ORT)

## Hospitales
- Hospital de Rehabilitación Manuel Rocca (Av. Segurola 1949)
- Hospital General de Agudos Dalmacio Vélez Sarsfield (Calderón de la Barca 1550)